# Adán Bahl
Adán Humberto Bahl (Paraná, Entre Ríos; 20 de abril de 1967)  es un músico, contador público y político argentino. Ejerció como intendente de la ciudad de Paraná.
Realizó sus estudios de contador público en la Facultad de Ciencias Económicas de la Universidad Nacional de Entre Ríos.
Tras un breve paso por el Tribunal de Cuentas de Entre Ríos, en 2004 fue designado como Director del servicio contable de la Secretaría de Obras y Servicios Públicos de la provincia, organismo del que sería nombrado titular en 2006. En septiembre de ese año, es nombrado interinamente al frente del Ministerio de Gobierno, Educación, Obras y Servicios Públicos por el gobernador Jorge Pedro Busti. Entre 2007 y 2015 continuó desempeñándose como ministro de la cartera política durante los dos períodos de gobierno sucesivos de Sergio Urribarri (2007-2011 / 2011-2015).
Entre diciembre de 2015 y diciembre de 2019 se desempeñó como Vicegobernador de Entre Ríos y Presidente del Senado entrerriano, durante la primera gestión del Gobernador Gustavo Bordet. 
En los comicios realizados el 9 de junio de 2019, Bahl fue elegido Presidente Municipal de la Ciudad de Paraná para el período 2019-2023 por la alianza Frente Justicialista Creer Entre Ríos, cargo que asumió el 11 de diciembre de 2019 junto a su compañera de fórmula Andrea Zoff.

## Biografía
Adán Humberto Bahl nació el 20 de abril de 1967 en la ciudad de Paraná, capital de la Provincia de Entre Ríos. Junto a tres hermanos, es hijo de Horacio Bahl (f.) y Magdalena Gareis (f.), un matrimonio oriundo de las aldeas alemanas del Departamento Diamante y descendiente de la colectividad de alemanes del Volga.

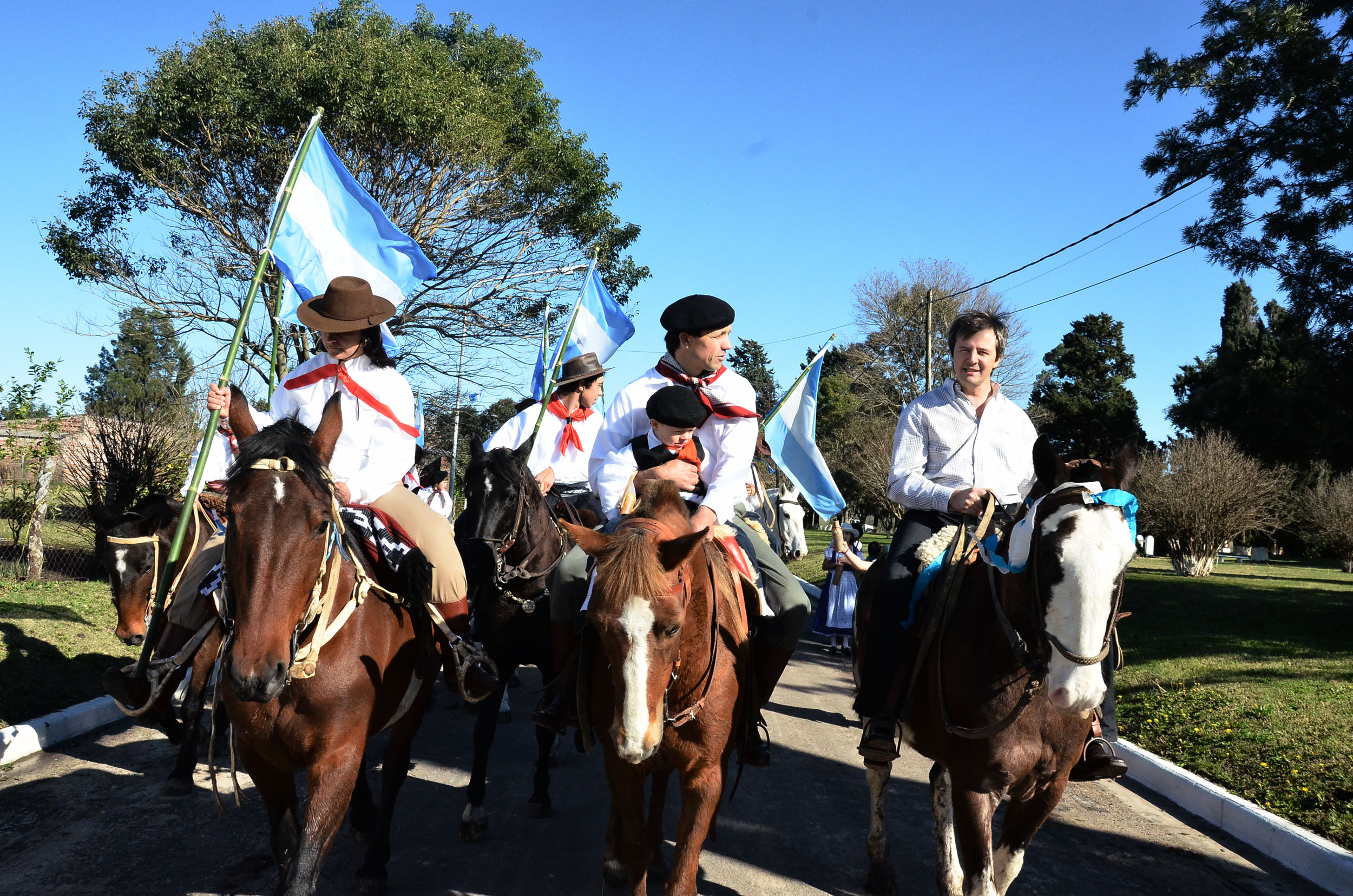
Montando a caballo en los festejos de Aldea Santa María, una comunidad de descendientes de alemanes del Volga

Realizó sus estudios primarios en la Escuela N.º 11 "Provincia de Santa Fe", ubicada en la zona céntrica de la capital entrerriana, y los estudios secundarios en la Escuela de Educación Técnica N.º 1 "Francisco Ramírez", de donde egresó con el título de Maestro Mayor de Obras y Técnico en Construcciones.
Obtuvo el título de Contador Público Nacional por la Facultad de Ciencias Económicas de Universidad Nacional de Entre Ríos. Más tarde realizó estudios de posgrado en Sindicatura Concursal en la misma universidad. Con 18 años, recién ingresado a la universidad, comienza su militancia política en el peronismo, movimiento al que adherían sus padres.
Está casado con Claudia Silva con quien tiene tres hijos, Nahuel, Franco y Joaquín. 

### Músico

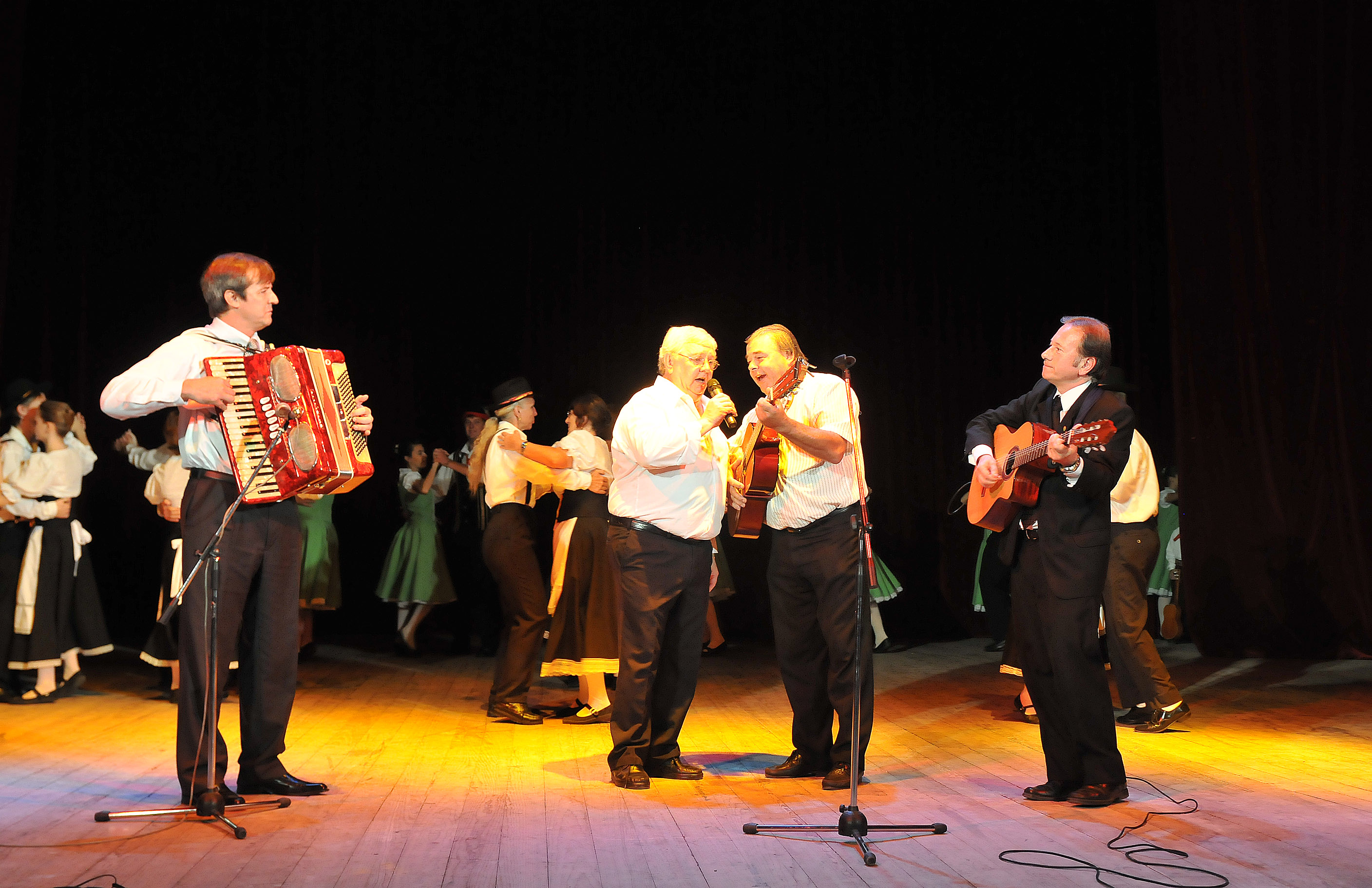
Tocando el acordeón en una celebración por el Día del Alemán del Volga

Adán Bahl es acordeonista, autor y compositor. Desde muy joven estudió música. Su primer maestro fue el profesor Raúl Varelli. Más tarde se dedicó a dar clases en Paraná y el interior de la provincia, lo que le permitió obtener ingresos para solventar los costos de la carrera universitaria. Integró los conjuntos musicales “Bandita San Blas”, “Alegres musiqueros”, “Cuarteto de plata”, “Cuarteto gigante”, “Gelatina”, entre otros.[cita requerida]
Tiene más de 30 temas Registrados en la Sociedad Argentina de Autores y Compositores de Música SADAIC. Es socio activo de la Asociación Argentina de Intérpretes AADI. Algunas de sus composiciones son interpretadas por bandas populares de la provincia. Acompañó con su acordeón a artistas y se presentó en fiestas populares de la provincia. Interpreta además temas del cancionero popular y de la música típica de inmigrantes. Ha sido invitado a acompañar a la Orquesta Sinfónica de Entre Ríos, que dirige el maestro Luis Gorelik, con diversos repertorios.[cita requerida]

## Trayectoria política

### Actividad en el peronismo entrerriano
Adán Bahl comenzó a participar en política en las reuniones convocadas por la juventud del Partido Justicialista tanto en la universidad como en el barrio, dos estamentos importantes dentro del esquema de organización e inserción del partido. Fue candidato en las elecciones de la juventud peronista con la lista 98 (Unidos en la Militancia), convirtiéndose en integrante de Consejo Provincial de la Juventud y Congresal Nacional de la Juventud Peronista. 
Entre 2012 y 2016 se desempeñó como Congresal y Secretario General del Partido Justicialista entrerriano. 

### Ingreso a la función pública
En marzo de 2003, Bahl ingresa al Tribunal de Cuentas de la Provincia de Entre Ríos, principal órgano de control externo del sector público provincial, como integrante del cuerpo de auditores.
En junio de 2004, es designado Director Administrativo del recién creado servicio contable de la Secretaría de Obras y Servicios Públicos de la provincia, bajo la órbita del Ministerio de Gobierno, Justicia, Educación, Obras y Servicios Públicos. Posteriormente, en febrero de 2006, es designado Secretario Ministerial de Obras y Servicios Públicos.

### Ministro

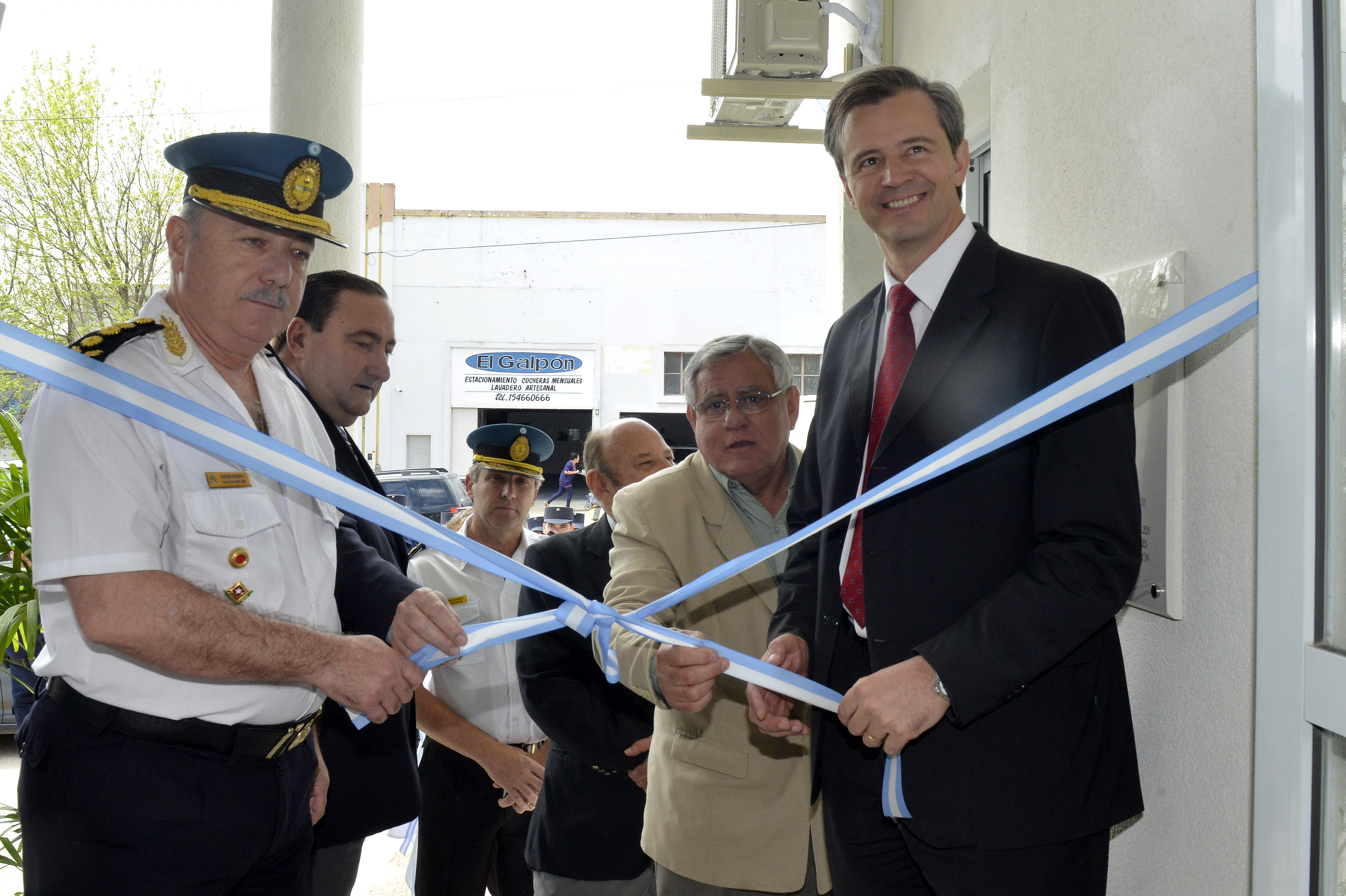
Como Ministro de Gobierno y Justicia, inaugurando un edificio de la Policía de Entre Ríos en Paraná (2015).

En septiembre de 2006, Bahl es designado de forma interina al frente del Ministerio de Gobierno, Justicia, Educación, Obras y Servicios Públicos por el Gobernador Jorge Pedro Busti, en virtud de que el titular de la cartera, Sergio Urribarri, licencia su cargo para dedicarse a la campaña proselitista de cara a las Elecciones Generales de 2007.
En los comicios del 18 de marzo de 2007, triunfa la fórmula oficialista Urribarri-Lauritto y Bahl es confirmado como Ministro de Gobierno, Justicia, Educación, Obras y Servicios Públicos de la nueva gestión, cargo que asumió el 11 de diciembre de 2007.
En las Elecciones Generales de 2011 el gobernador en ejercicio Sergio Urribarri es reelecto por un amplio margen de votos frente al candidato del radicalismo, Atilio Benedetti. En este marco, Bahl fue ratificado como ministro de Gobierno y Justicia -tras producirse el desdoblamiento de la cartera- para el nuevo período constitucional de gobierno que tuvo inicio el 12 de diciembre de 2011. 

### Vicegobernador y Presidente del Senado
El 5 de junio de 2015, fue anunciada su candidatura a la Vicegobernación de la Provincia de Entre Ríos, como compañero de fórmula de Gustavo Bordet por el Frente para la Victoria para las Elecciones Generales de ese año.
En la primera vuelta electoral del 9 de agosto de 2015, la fórmula Bordet-Bahl triunfó con el 43,70% de los votos afirmativos. Posteriormente, en la Elección General del 25 de octubre de ese año, la fórmula es consagrada ganadora con un porcentaje del 42% del total de los votos afirmativos. 

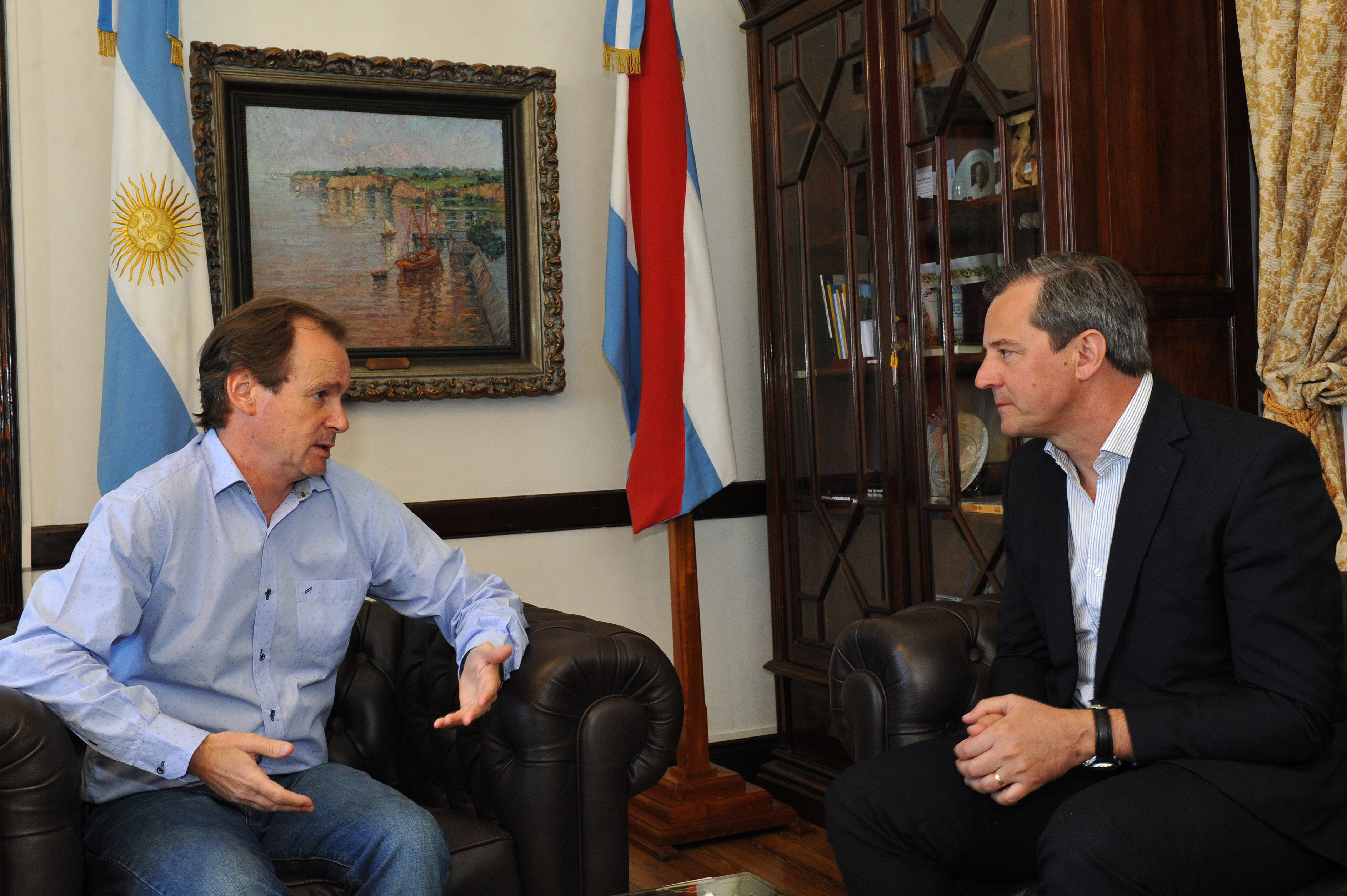
Como Vicegobernador, en una reunión de trabajo con el Gobernador Gustavo Bordet (2016)

 El 11 de diciembre de 2015, Adán Bahl juró como Vicegobernador de la Provincia de Entre Ríos ante la Asamblea Legislativa, reemplazando a José Cáceres en el cargo. En su calidad de Vicegobernador, Bahl también asumió la presidencia del Senado entrerriano en conformidad con lo dispuesto por el Artículo 102 de la Constitución de la Provincia de Entre Ríos. 

#### Modernización del recinto
A pocos meses de asumir la Vicegobernación de la Provincia, Bahl dispuso el inicio de un proceso de modernización del recinto de la Cámara de Senadores. En una primera etapa se actualizó el sistema de audio con cabina, se incorporó streaming para la transmisión en línea de las sesiones, y se instalaron pantallas led dentro del recinto.
Durante el año 2017 se profundizaron las obras de incorporación de tecnología. En esta segunda etapa, se dotó a las bancas de los Senadores un nuevo sistema de audio, conexión a internet, una microcomputadora, un sensor de huella digital y un sensor de presencia en las butacas. Asimismo, se dispuso la reapertura de la principal puerta de acceso del público al recinto de la Cámara, que había permanecido clausurada durante 26 años.

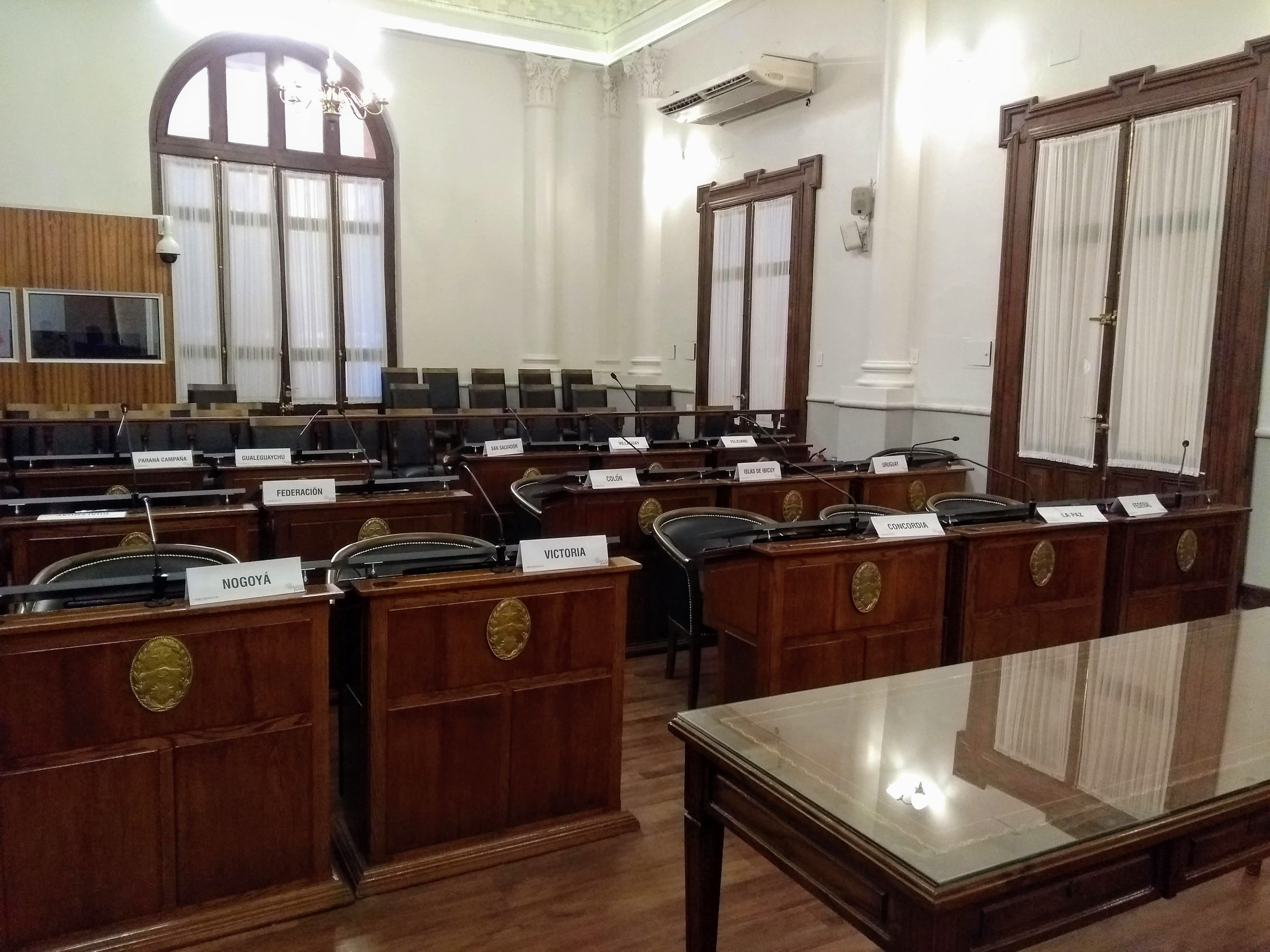
El recinto del Senado entrerriano en noviembre de 2018.

#### Senado Juvenil
El Senado Juvenil es un Programa que depende de la Vicegobernación de Entre Ríos, y está destinado a todos los estudiantes de nivel medio de la provincia que permite conocer de cerca en qué consiste el trabajo de nuestros legisladores y aprender las reglas de la democracia.
Durante la gestión del Vicegobernador Adán Bahl, el programa adquirió una nueva impronta y mayor relevancia. Al conmemorarse los 25 años del programa se trabajaron actividades especiales diseñadas para los jóvenes. El cierre convocó a un millar de estudiantes en la Plaza Mansilla de Paraná en participaron de la Gran Kermés, un evento en el que se organizaron juegos, actividades culturales y lúdicas para los estudiantes secundarios.

#### Formación
En el año 2017 desde la Vicegobernación se puso en marcha el "Programa en Gestión Legislativa y Políticas Públicas Municipales", una propuesta de formación para los concejales de los municipios entrerrianos. Se le dio activa participación a las universidades que tienen sede en la provincia: UNER, UADER, UCU, UCA Paraná. Durante el 2017 se realizaron 5 módulos sobre los ejes presupuesto, comunicación política e institucional, ética y transparencia, gobernabilidad. En el año 2018 se incorporaron nuevas temáticas como medio ambiente y gestión cultural. 

#### Cultura
En el año 2016 se inauguró la Galería de Exposiciones de la Vicegobernación. Se puso en valor, se restauró e iluminó uno de los pasillos del sector de la Casa de Gobierno donde funciona la Vicegobernación, transformando el pasillo en un espacio para exponer las obras de creadores entrerrianos. 
Desde su inauguración, se han expuesto las obras de artistas plásticos, fotógrafos y talleres de arte de toda la provincia. 
En junio de 2016 se convocó al 1° Concurso de Fotografía de la Vicegobernación, una invitación a fotógrafos y aficionados de toda la provincia para que presentan sus fotografías que rescaten la identidad entrerriana. El primer concurso se realizó en el marco del Bicentenario de la Argentina y se denominó "Identidad y libertad"; el II concurso de denominó "Rincones entrerrianos" y el III concurso se denominó "Entre Ríos, pueblos y ciudades".

### Intendente de la ciudad de Paraná

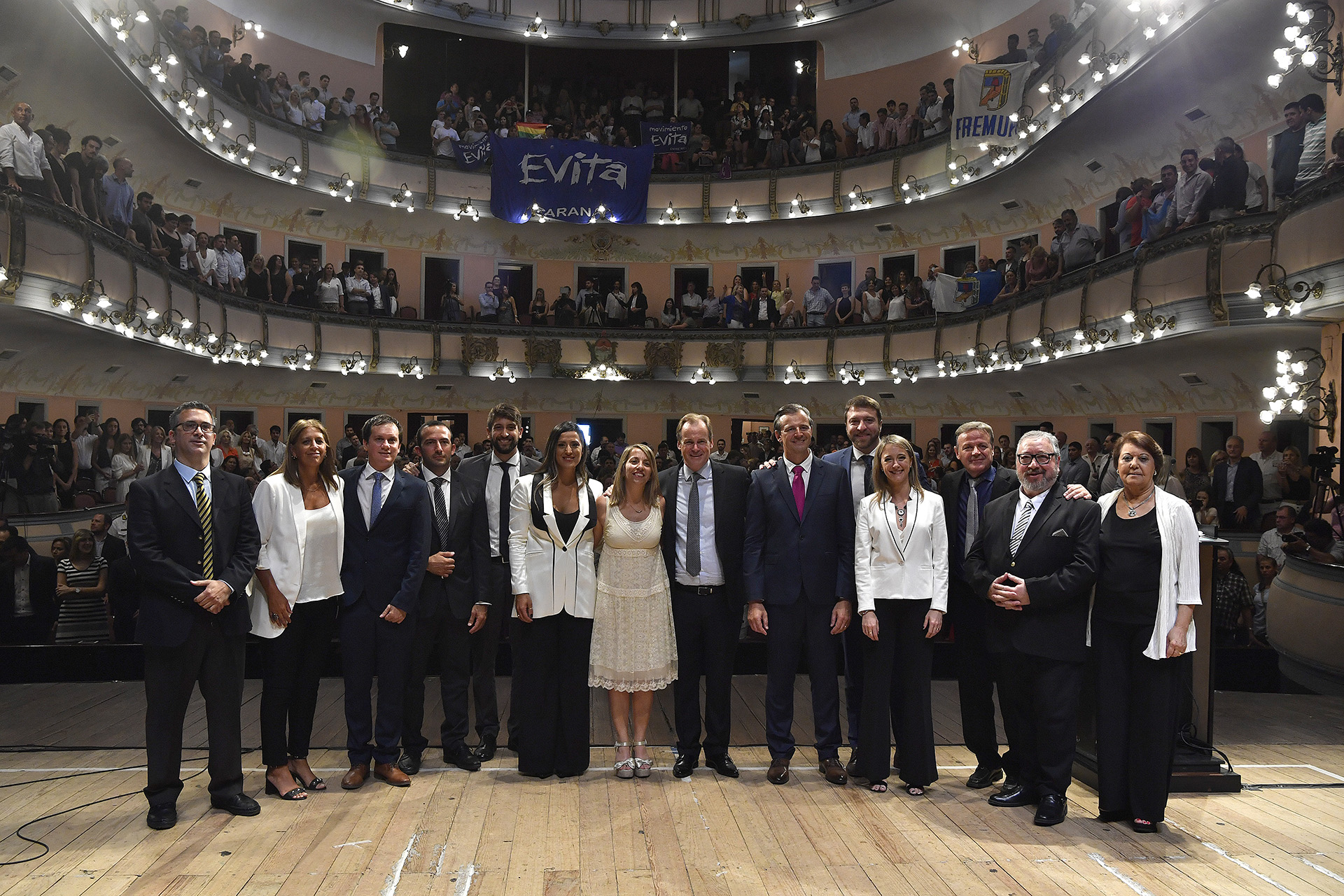
Bordet junto a Bahl y su Gabinete en el Acto de Asunción de este último, el 11 de diciembre de 2019.

El 21 de febrero de 2019 se confirmó la precandidatura de Bahl a Presidente Municipal de la ciudad de Paraná para las elecciones primarias del domingo 14 de abril. En dichos comicios, la lista 151 encabezada por Bahl obtuvo el mayor número de votos de la interna peronista con el 67,5% de los votos del Frente Justicialista Creer Entre Ríos, en el que participaron otras siete propuestas electorales.
En las Elecciones Generales del 9 de junio de 2019 compitió contra el candidato de la Alianza Cambiemos y por entonces intendente de Paraná en ejercicio, Sergio Varisco. De esta última salió vencedor y resultó elegido Presidente Municipal con el 42,88% de los votos contra el 33,28% de Varisco, siendo ésta una diferencia de casi 16 mil votos.
El día 11 de diciembre de 2019, en un acto realizado en el Teatro Municipal "3 de Febrero" que contó con la presencia del Gobernador Gustavo Bordet, Adán Bahl juró como Presidente Municipal de la Ciudad de Paraná para el periodo 2019-2023. En dicha ceremonia también juramentaron los integrantes de su Gabinete, conformado principalmente por colaboradores del Intendente desde sus días de Ministro de Gobierno y Vicegobernador de la Provincia de Entre Ríos.
En 2023 se postuló como candidato a gobernador de Entre Ríos, sacando el 39% de los votos ante el 41% del Diputado Nacional y exministro del Interior de la Nación, Rogelio Frigerio, quién derrotó a Bahl y terminó con 20 años ininterrumpidos de gobiernos peronistas.

#### Gabinete gubernamental
| Gabinete Municipal de Adán Humberto Bahl                        | Gabinete Municipal de Adán Humberto Bahl | Gabinete Municipal de Adán Humberto Bahl |
| Cartera                                                         | Titular                                  | Período                                  |
| --------------------------------------------------------------- | ---------------------------------------- | ---------------------------------------- |
| Secretaría de Gobierno                                          | Santiago Halle                           | 11 de diciembre de 2019 - en el cargo    |
| Secretaría General                                              | Nicolás Parera                           | 1 de diciembre de 2021 - en el cargo     |
| Secretaría de Coordinación Estratégica                          | José Claret                              | 24 de junio de 2021 - en el cargo        |
| Secretaría de Hacienda, Inversión, Empleo, Ciencia y Tecnología | Javier Abdala                            | 21 de junio de 2023 - en el cargo        |
| Secretaría de Servicios Públicos                                | Emanuel Redondo                          | 11 de diciembre de 2019 - en el cargo    |
| Secretaría de Obras Públicas                                    | Maximiliano Argento                      | 11 de diciembre de 2019 - en el cargo    |
| Secretaria de Políticas Sociales, Inclusivas y Comunitarias     | Eliana Ramos                             | 1 de diciembre de 2021 - en el cargo     |
| Secretaría de Planeamiento y Desarrollo Territorial             | Guillermo Federik                        | 11 de diciembre de 2019 - en el cargo    |
| Secretaría Legal y Administrativa                               | Pablo Testa                              | 11 de diciembre de 2019 - en el cargo    |
| Secretaría de Seguridad Vial, Movilidad y Ordenamiento Urbano   | Juan Manuel Tamareu                      | 7 de abril de 2022 - en el cargo         |